# Wieża Babel (obraz Pietera Bruegla starszego)
Wieża Babel (niderl. De Toren van Babel) – obraz olejny niderlandzkiego malarza Pietera Bruegla, namalowany w 1563 w Antwerpii w dwóch wersjach. Pierwsza, znana jako Wieża Babel, obecnie znajduje się w Muzeum Historii Sztuki w Wiedniu. Dzieło to ma wymiary 114 cm wysokości na 155 cm szerokości. Druga, nazywana Małą Wieżą Babel (niderl. De kleine Toren van Babel), znajduje się w Museum Boijmans Van Beuningen w Rotterdamie. Ma wymiary 60 × 74,5 cm.

## Tło kulturowe
Inspiracją dla autora było opowiadanie biblijne o wieży Babel, znajdujące się w jedenastym rozdziale Księgi Rodzaju. Opowieść ta jest zwieńczeniem pierwszej części tej księgi, która z jednej strony próbuje połączyć początki świata i człowieka z historycznymi dziejami biblijnych patriarchów, a z drugiej ukazuje stopniowe oddalanie się ludzi od Boga, czego ostatnim akcentem jest opowiadanie o wieży Babel. Pierwowzorów biblijnej wieży należy szukać w Mezopotamii, gdzie znane jest ok. 25 miast z tego typu budowlami zwanymi zigguratami. Według Biblii wieża ta była wyrazem pychy ludzi, którzy bez błogosławieństwa ze strony Boga chcieli się zjednoczyć i okazać swoją potęgę. Budowla nie została jednak dokończona, gdyż Bóg pomieszał im języki i odtąd ludzie nie mogli się porozumieć. Badacze Biblii sądzą, że nie chodziło tu jednak o wytłumaczenie różnorodności języków, ale raczej o podkreślenie kary zesłanej przez Jahwe na ludy, które nękały Izraelitów, wierząc w moc swych bóstw. Patrząc szerzej, możemy tu dostrzec „(...) zjawisko zła zorganizowanego, które opanowuje społeczności ludzkie i nie jest jedynie sumą grzechów poszczególnych jednostek, wchodzących w ich skład, ale grzechem wspólnoty, która jako taka zajmuje postawę sprzeczną z wolą Boga i zmierza ku złym celom”.
Na to tło nakładają się jeszcze problemy społeczno-polityczne, dające się odczuć w Antwerpii i całych Niderlandach czasów Bruegla, rządzonych przez Hiszpanów. Presja wywierana przez władzę hiszpańską na miejscowe ruchy religijne była przyczyną niepokojów. Autor chciał zwrócić uwagę na niebezpieczeństwa wynikające z podejrzliwej atmosfery społecznej tamtych czasów.

## Opis
Bruegelowska wieża Babel w pierwszym i drugim przypadku przypomina kształtem rzymskie Koloseum, co prawdopodobnie jest skutkiem faktu, że autor był zauroczony pozostałościami starożytnego amfiteatru podczas swego pobytu we Włoszech.
W wersji obrazu znajdującej się w Wiedniu wieża przypominająca rzymską budowlę zajmuje większą część dzieła, ale w tle widać miasto wraz z jego murami połączonymi z wieżą systemem podziemnych korytarzy. W prawym dolnym rogu znajduje się port ze statkami dostarczającymi materiały potrzebne do budowy. W lewym dolnym rogu została uwieczniona scena, której centralną postacią jest król, który przybył, aby sprawdzić postępy w budowie. Jest nim władca babiloński Nimrod. Malarz przedstawił go jako człowieka wyjątkowo pysznego, któremu kłaniają się wszyscy, których napotyka na swej drodze.
Rotterdamska wersja obrazu różni się nieco od wiedeńskiej. Wieża zajmuje tam większość miejsca. Reszta właściwie stanowi tło. W prawym dolnym rogu również odnajdujemy port ze statkami. Nie ma tam jednak dodatkowych scen, jak na większym obrazie. Znaczne są również różnice kolorystyczne. Obraz wiedeński pokazuje wieżę w jasnych tonacjach z użyciem ochry, natomiast budowla na drugim dziele przedstawiona jest w tonacjach ciemnych, podkreślonych w otaczających ją chmurach i przygnębiającej atmosferze. Podczas gdy Mała Wieża Babel ukazuje moment przerwania budowy, obraz wiedeński ukazuje chwilę, gdy zapanował chaos i zbliżała się kara boska. Ten drugi obraz jest bardziej udramatyzowany i wskazuje na to, co dopiero ma nadejść.

## Symbolika
Według badaczy wieża uwieczniona na obrazach Bruegla może symbolizować Antwerpię z jego czasów, która bardzo szybko się rozwijała gospodarczo na skutek odkrycia nowych dróg morskich. Miasto stało się wówczas centrum handlu dla całej zachodniej Europy. Niektórzy widzą w wieży symbol lęku towarzyszącego rozwojowi i modernizacji. Nawiązanie do wieży Babel jako miejsca pomieszania języków może stanowić aluzję do mnogości języków używanych w Antwerpii: flamandzkiego, niemieckiego, francuskiego i hiszpańskiego.

## Nawiązania
Wieża Babel jest obecna we współczesnej kulturze popularnej, do tego dzieła nawiązał np. Josh Kirby tworząc plakat do filmu Żywot Briana. Ten sam obraz Bruegla znalazł się też na obwolucie pierwszego wydania gry Civilization III, a Mała wieża Babel – na okładce płyty Cosmopolis zespołu Brygada Kryzys.